# Шусмит, Хектор Уильям
Хектор Уильям Шусмит (англ. Hector William Shoosmith, 1877, Уотфорд — 31 марта 1912, Рамсгит) — английский шахматист, мастер. Участник международных турниров в Лондоне (1904 г.) и в Остенде (1907 г.). Широкому кругу любителей шахмат известен, в первую очередь, по своей партии с А. И. Нимцовичем, сыгранной во втором из указанных турниров.

## Спортивные результаты
| Год  | Город          | Соревнование                                   | + | −  | = | Результат | Место |
| ---- | -------------- | ---------------------------------------------- | - | -- | - | --------- | ----- |
| 1900 | Гастингс       | Матч Гастингс — Брайтон (против Г. Э. Добелла) | 0 | 1  | 0 | 0 из 1    |       |
| 1904 | Лондон         | Чемпионат Лондона                              |   |    |   |           |       |
|      | Лондон         | Международный турнир                           | 9 | 5  | 2 | 10 из 16  | 4—5   |
| 1905 | Лондон         | Матч с П. Леонгардтом                          |   |    |   |           |       |
| 1907 | Остенде        | Международный турнир                           | 7 | 16 | 5 | 9,5 из 28 | 25—26 |
| 1908 | Танбридж-Уэллс | Чемпионат Великобритании                       |   |    |   |           | [ 3 ] |